# 楳田純和
楳田 純和（うめだ すみかず、1950年8月2日 - ）は、日本の実業家。J-オイルミルズ代表取締役社長や、日本植物油協会会長、日本油脂検査協会評議員会議長を務めた。

## 人物・経歴
山口県出身。1974年慶應義塾大学経済学部卒業後、味の素入社。1986年から油脂事業部に従事し、2001年には味の素製油設立に参画した。同年味の素代表取締役社長・江頭邦雄にホーネンコーポレーションとの提携を進めるべきと提言し、2002年に設立された豊年味の素製油（現在のJ-オイルミルズ）で取締役に就任。
2010年からJ-オイルミルズ代表取締役社長を務め、日本植物油協会会長や日本油脂検査協会評議員会議長も兼務して、環太平洋経済連携協定への対応などにあたった。2015年、J-オイルミルズ相談役に退いた。2018年、第51回食品産業功労賞受賞。趣味はプロ野球観戦やプロ野球選手の情報収集など。